# トワイライト☆アニメ
『トワイライト☆アニメ』は、2015年4月1日から2022年3月25日までテレビ愛知が編成していたテレビアニメ放送枠。

## 概要
2006年4月から2014年3月までテレビ東京系列では平日17:30 - 18:30にアニメ枠（アニメ530）が編成されていたが、2014年4月以降は18:00 - 18:57（木曜は19:00）に繰り下げられ、17:30 - 18:00はローカル枠となった。
当局では2014年4月から9月まではテレビ東京と同時ネットで『別冊主治医が見つかる診療所 健康スイッチ』が放送されていたが、2014年10月に金曜のみアニメ再放送枠となった後、2015年4月に月曜 - 木曜もアニメ放送枠となり「トワイライト☆アニメ」の枠名が付けられた。このような経緯から金曜のみ別のアニメが放送されており、本枠には含まれていなかったが、2016年4月以降は平日全てが「トワイライト☆アニメ」に統一されるようになった。
当枠開始から2016年までと2019年以降は週刊少年ジャンプが原作のアニメを流すケースが多かった。大半は旧作の再放送だが、ごく僅かに新作アニメを放送するケースもあった（『12歳。〜ちっちゃなムネのトキメキ〜』等）。また、他のテレビ愛知のアニメ再放送枠と同様に当枠でもテレビ東京系列のアニメが放送されるケースは少なく他系列（主にフジテレビ系列）のアニメ作品の実質再放送が多かった。
2020年4月改編以降は、後続のネットセールスのアニメ・子供向け番組枠（17:55 -18:55）の縮小に伴う、アニメ作品の放送減少により、時期によってはテレビ北海道の『7チャンあにめ』同様に本枠のみとなるケースが増えていた。
2021年10月改編で月曜日-水曜日において、17:30 - 18:25枠がドラマ再放送枠（ローカルセールス枠）に転換したのに伴い、本枠も縮小され、これより末期は木曜日-金曜日のみの放送になった。
2022年4月改編を前に3月25日の放送をもって当枠は終了し、7年間の歴史に幕を閉じた。なお、当枠廃止後は、木曜日にはドラマ再放送枠（17:30 - 18:25）、金曜日には自社制作番組『キン・ドニーチ』が放送されている。

## 放送時間
- 月曜 - 木曜 17:30 - 18:00（2015年4月 - 9月）
- 火曜 - 金曜 17:30 - 18:00（2015年10月 - 2016年3月）
- 平日 17:25 - 17:55（2016年4月  - 2021年9月）
- 木曜・金曜 17:25 - 17:55（2021年10月 - 2022年3月）

## 放送作品一覧
放送局について特に記載の無い作品は当局が初放送。
| 作品名                                      | 放送期間                                              | 備考 |
| ------------------------------------------- | ----------------------------------------------------- | --- |
| 黒子のバスケ（第1期 - 第3期）               | 2015年4月1日 - 8月10日                                | 東海地区として初放送。 |
| SLAM DUNK                                   | 2015年8月11日 - 2016年2月9日                          | 本放送時は名古屋テレビで放送。 |
| 妖怪ウォッチ トワイライト☆ゾーンズラ!       | 2015年10月5日 - 2016年9月26日                         | 毎週月曜に放送。 「トワイライト☆アニメ」としての放送は2016年4月4日から。 |
| ゲゲゲの鬼太郎（第5作）                     | 2016年2月10日 - 9月9日 2018年10月17日 - 2019年3月15日 | 本放送時は東海テレビで放送。 |
| 12歳。〜ちっちゃなムネのトキメキ〜（第1期） | 2016年4月5日 - 9月27日                                | 毎週火曜に放送。 2016年6月28日 - 9月27日は再放送。 |
| テニスの王子様                              | 2016年9月14日 - 2017年7月12日                         | |
| 12歳。〜ちっちゃなムネのトキメキ〜（第2期） | 2016年10月4日 - 2017年3月28日                         | 毎週火曜に放送。 2017年1月10日 - 3月28日は再放送。 |
| アルプスの少女ハイジ                        | 2017年7月13日 - 9月22日                               | 本放送時は東海テレビで放送。 |
| 赤毛のアン                                  | 2017年9月25日 - 12月1日                               | 本放送時は東海テレビで放送。 オープニング・エンディングは短縮版を使用。 |
| あらいぐまラスカル                          | 2017年12月4日 - 2018年2月23日                         | 本放送時は東海テレビで放送。 オープニング・エンディングは短縮版を使用。 |
| 怪盗ジョーカー（シーズン1 - シーズン4）     | 2018年2月26日 - 5月10日                               | シーズン3・4は東海地区として初放送。 |
| ゲゲゲの鬼太郎（第4作）                     | 2018年5月11日 - 10月16日                              | 本放送時は東海テレビで放送。 第31話のみ未放送。 |
| ケロロ軍曹傑作選                            | 2019年3月18日 - 4月19日                               | 7thシーズン（第308話 - 第357話）を放送。 |
| 美少女戦士セーラームーン                    | 2019年4月22日 - 6月24日                               | 本放送時は名古屋テレビで放送。 |
| 美少女戦士セーラームーンR                   | 2019年6月25日 - 8月23日                               | 本放送時は名古屋テレビで放送。 |
| Dr.スランプ アラレちゃん                    | 2019年8月26日 - 2020年8月10日                         | 本放送時は東海テレビで放送。 |
| 銀魂                                        | 2020年8月11日 - 2021年5月28日                         | 第1期（第1話 - 第201話）のみ放送。 2020年10月7日から12月23日の間はテレビ東京系列で『よりぬき銀魂さん ポロリ篇』（水曜 17:55 - 18:25）が放送されていたため、水曜日に限り同作品が1時間放送されていた。 第2期は2021年7月6日 - 9月28日に月曜 25:30 - 26:00を第202話 - 第214話、 2022年1月11日 - は月曜 25:30 - 26:00に第215話 - をそれぞれ放送。 |
| こちら葛飾区亀有公園前派出所                | 2021年5月31日 - 2022年3月25日                         | 本放送時は東海テレビで放送。 第1話 - 第130話を放送。 |